# Pseudargyria
Pseudargyria és un gènere d'arnes de la família Crambidae.

## Taxonomia
- Pseudargyria acuta Song & Chen in Chen, Song & Yuan, 2003
- Pseudargyria interruptella (Walker, 1866)
- Pseudargyria marginepunctalis (Hampson, 1896)
- Pseudargyria parallelus (Zeller, 1867)